# Kawasaki Ki-66
Kawasaki Ki-66 (яп. 川崎 キ66) — проєкт армійського пікіруючого бомбардувальника Імперської армії Японії періоду Другої світової війни.

## Історія створення
Оцінивши успіхи німецької пікірувальної авіації на початковому етапі Другої світової війни, командування ВПС Імперської армії Японії запропонувало фірмі Kawasaki розробити спеціалізований пікіруючий бомбардувальник для підтримки військ на полі бою. Відповідно до завдання сформульованого в вересні 1941 року, це мав бути двомоторний літак, озброєний двома 12,7-мм кулеметами в носовій частині та одним 7,7-мм турельним кулеметом, що стріляє назад, нести в нормальному режимі 300 кг, і максимально 500 кг бомб.
В жовтні 1941 року почалась розробка літака, очолена Такео Дої, який використав при розробці досвід будівництва двомоторних винищувача Kawasaki Ki-45 та бомбардувальника Kawasaki Ki-48. Літак мав багато спільного зі своїми попередниками. Це був середньоплан, оснащений двигунами Nakajima Ha-115 Type 1 потужністю 1130 к.с. кожен. Екіпаж складався з двох осіб — пілота та стрільця-радиста. Під крилом, за мотогондолами монтувались повітряні гальма. Озброєння складалось з двох 12,7-мм кулеметів «Тип 1», розташованих в носовій частині фюзеляжу та двох 7,7-мм кулеметів «Тип 89» у верхній та люковій оборонних установках.
З жовтня 1942 року по квітень 1943 року було побудовано та випробувано 6 прототипів Ki-66-Ia. Випробування пройшли успішно, але літак так і не був запущений в серію, оскільки він лише трохи переважав Ki-48-II, який вже випускався серійно. Випробування все ж принесли деяку користь: на деяких варіантах Ki-48-II встановили повітряні гальма, випробувані на Ki-66 для зручності метання бомб з пікірування.
Було запропоновано декілька модифікацій, зокрема один прототип був перероблений в Ki-66-Ib з двигунами Nakajima Ha-315-I повітряного охолодження потужністю 1 360 к.с. Також розроблялись варіанти Ki-66-Iс під двигуни Nakajima Ha-39 потужністю 2 100 к.с., Ki-66-Id під двигуни Nakajima Ha-45 потужністю 1 900 к.с., а також важкий винищувач Ki-66-II під двигуни Nakajima Ha-315, але ці проєкти реалізовані не були. У жовтні 1943 року роботи по Ki-66 були припинені.

## Тактико-технічні характеристики

### Технічні характеристики
- Екіпаж: 2 чоловік
- Довжина: 11,20 м
- Висота: 3,70 м
- Розмах крил: 15,50 м
- Площа крил: 34,00 м ²
- Маса пустого: 4 100 кг
- Маса спорядженого: 5 750 кг
- Навантаження на крило: 169,1 кг/м ²
- Двигуни: 2 х Nakajima Ha-115 Type 1
- Потужність: 2 x 1 150 к. с.
- Питома потужність:2,5 кг/к.с.

### Льотні характеристики
- Максимальна швидкість: 535 км/год (на висоті 5600 м.)
- Швидкість підйому: на висоту 5000 м за 7 хв. 30 с.
- Дальність польоту: 2 000 км
- Практична стеля: 10 000 м

### Озброєння
- Кулеметне:
  - 2 × 12,7 мм кулемети «Ho-103»
  - 2 × 7,7 мм кулемети «Тип 89» (по одному знизу і зверху літака)
- Бомбове:
  - максимальне — 500 кг бомб
  - нормальне — 300 кг бомб

## Модифікації
- Ki-66-Ia- шість прототипів з двигуном Nakajima Ha-115
- Ki-66-Ib- один з прототипів з двигуном Nakajima Ha-315
- Ki-66-Ic, Ki-66-Id, Ki-66-II — не реалізовані